# Otrocz (Lublin)
Otrocz [pronunciación en polaco: /ˈɔtrɔt͡ʂ/] es un pueblo ubicado en el distrito administrativo de Gmina Chrzanów, dentro del Condado de Janów Lubelski, Voivodato de Lublin, en Polonia oriental. Se encuentra aproximadamente a 16 kilómetros al noreste de Janów Lubelski y a 48 kilómetros al sur de la capital regional Lublin.